# Среднеольстерский вариант английского языка
Среднеольстерский английский — диалект ирландского английского языка, на котором говорят жители провинции Ольстер на севере Ирландии. Диалект испытал влияние ольстерского ирландского, а также шотландского языков, который был принесён шотландцами во время заселения Ольстера в XVII веке.
Среднеольстерский английский является основной ветвью ольстерского английского языка. Его разновидности, на которых говорят на юге графства Арма, Донегол и Каван, в лингвистике носят название южноольстерский английский. С другой стороны, разновидности, на которых говорят на севере графства Антрим, называются ольстерско-шотландский или ольстерско-шотландский английский. Среднеольстерский диалект находится на территории между ними.